# Torishima
Torishima (Japans: 鳥島), ook wel Izu-Torishima (Japans: 伊豆鳥島) genoemd, is een onbewoond Japans eiland in de Stille Oceaan. Het vulkanische eiland maakt deel uit van de Izu-eilanden. Tori (鳥) betekent 'vogel', waardoor de benamingen van het eiland zich laten vertalen als 'vogeleiland' en 'vogeleiland van Izu' (naar de voormalige provincie Izu).
Het maakt deel uit van de prefectuur Tokio en bevindt zich binnen de subprefectuur Hachijo. Torishima behoort echter tot geen van beide gemeenten die zich binnen deze subprefectuur bevinden. Zowel Hachijō als Aogashima eisen er het bestuur van op. 

## Geografie
Torishima ligt in de Filipijnenzee, ongeveer 600 km ten zuiden van Tokio en 76 km ten noorden van Sofu-iwa, een ander verlaten vulkanisch eiland. Het ruwweg cirkelvormige eiland wordt door het Japans Meteorologisch Instituut vermeld als een actieve vulkaan van klasse A. Het eiland is het bovenwatergedeelte van een onderzeese vulkaan, waarvan het calderagedeelte in het noorden zich onderwater bevindt en blijft uitbarsten. Vulkanische activiteit op het eiland zelf werd voor het laatst geregistreerd in 2002, vergezeld van zwermen aardbevingen.
De hoogste piek op het eiland, Iō-yama (硫黄山) geheten, heeft een hoogte van 394 meter. Het eiland heeft een omtrek van 6,5 km. De totale oppervlakte van het eiland is 4,79 km².

## Geschiedenis
Torishima was al sinds de vroege Edoperiode bekend bij Japanse vissers en zeelieden, maar bleef onbewoond afgezien van incidentele overlevenden van schipbreuken. Het eiland werd gesticht in de Meijiperiode, met als belangrijkste economische activiteit het verzamelen van guano van de overvloedige Stellers albatrossen, die het eiland als hun broedgebied gebruiken. Een grote vulkaanuitbarsting werd geregistreerd in 1871. Het eiland werd in augustus 1898 administratief gegroepeerd met de Ogasawara-eilanden, maar werd in april 1901 overgedragen aan het bestuur van Hachijojima. Een jaar later stierven de 150 bewoners van het eiland bij een grote vulkaanuitbarsting, waarna Torishima nooit werd herbevolkt.

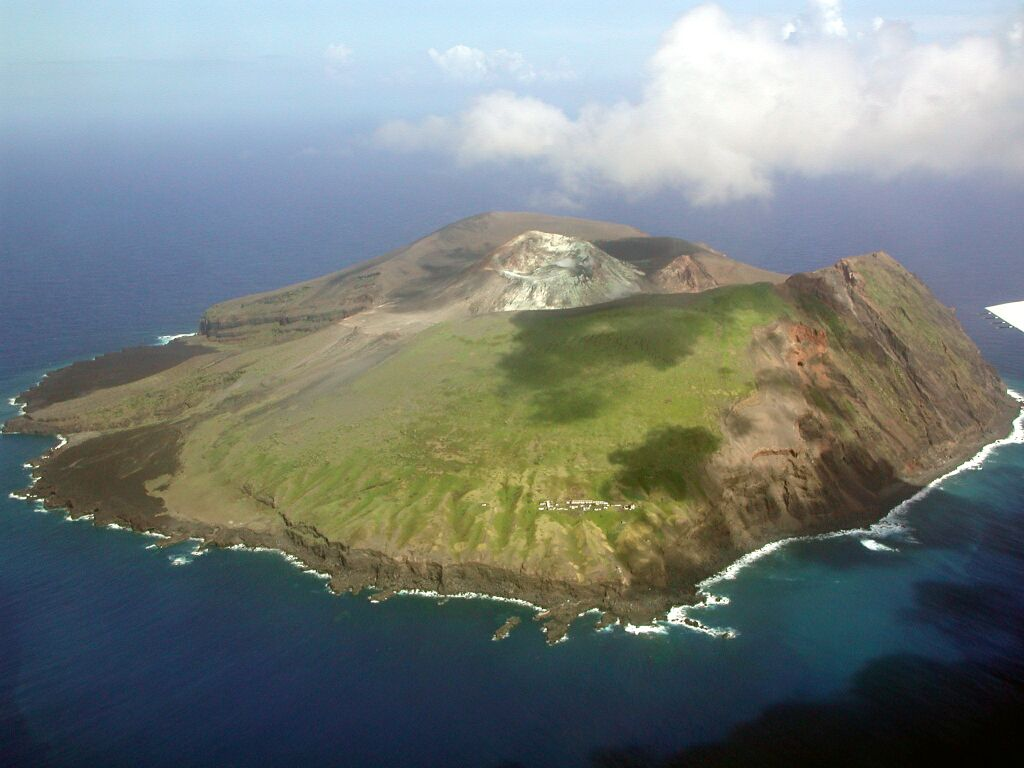
Torishima gezien vanuit het westen, 2002.

Sinds de jaren 30 van de 20e eeuw heeft het Yamashina Instituut voor Ornithologie een zeer actieve rol gespeeld bij het onderzoeken en proberen te behouden van de lokale zeevogelsoorten, met name de albatros, die in 1933 was teruggebracht tot naar schatting 50 vogels. In 1947 richtte het Japans Meteorologisch Instituut een weerstation en vulkanisch onderzoeksstation op, dat in 1965 werd verlaten vanwege vulkanische activiteit en aardbevingen.
Op 1 november 1954 werd Torishima uitgeroepen tot beschermd vogelreservaat. Deze benoeming werd op 10 mei 1965 uitgebreid tot natuurmonument. Sindsdien kan het alleen met speciale toestemming worden bezocht door onderzoekers. Daarbij komt dat de landing op het eiland erg lastig is vanwege de zware zee en het ontbreken van geschikte landingsstranden of faciliteiten.
Rondvaartboten die vogelaars het eiland willen laten zien, mogen er niet aanmeren. Onderzoekers reizen naar Torishima per helikopter.